# Moses i Egypten

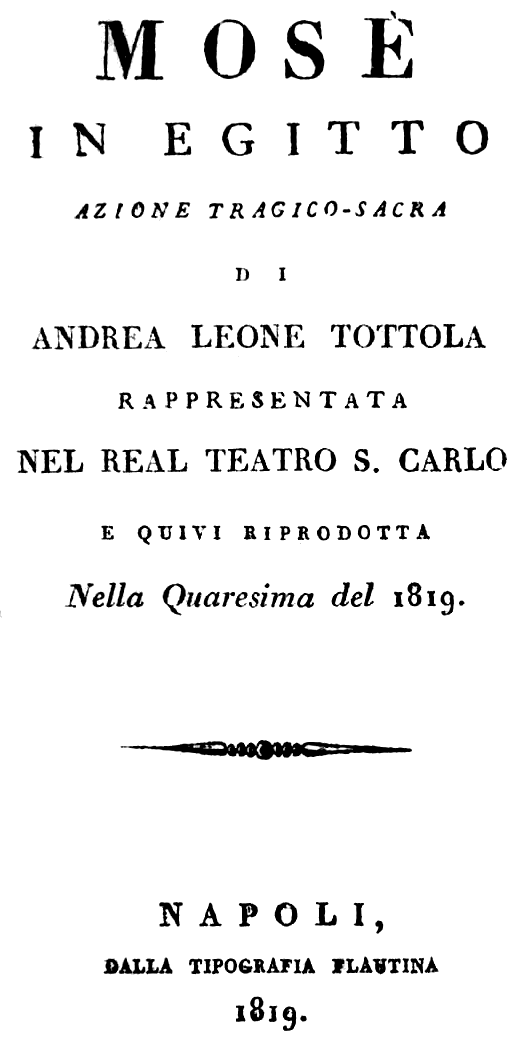
Librettosida Neapel 1819

Moses i Egypten (Mosè in Egitto) är en opera (azione tragico-sacro) i tre akter med musik av Gioacchino Rossini och libretto av Andrea Leone Tottola efter pjäsen L'Osiride av Francesco Ringhieri (1760). Operan hade premiär på Teatro San Carlo i Neapel 5 mars 1818. Texten handlar om Mose och Uttåget ur Egypten från Andra Mosebokens kapitel 1-18.

## Historia
Moses i Egypten är den mest särpräglade av alla Rossinis operor, närmast ett italienskt oratorium. Tack vare det kunde den också uppföras i påskfastan. 
Hans föregående verk, Armida, hade blivit ett fiasko och när han återkom till Neapel hade stämningen vänt sig mot honom. Han segrade dock stort, trots tekniska svårigheter vid premiären då operateknikerna inte lyckades få Röda havets vågor att dela sig. Hela scenen dränktes av skratt istället för vatten. För att föra bort uppmärksamheten från detta känsliga ställe lade Rossini i en senare föreställning (7 mars 1819) in Moses berömda bön ("Dal tuo stellato soglio"/"Des cieux où tu résides"), som blev så omtyckt att den sjöngs då hans stoft 1887 överfördes till Santa Croce i Florens. Melodin använde violinisten Niccolò Paganini för en variation i sin komposition Mosesfantasi för violin och piano (1818/19).
Svensk premiär den 14 februari 1973 i ett konsertant uppförande på Stockholms konserthus.
1820 spelades operan på tyska i Budapest och 1821 i Wien. 1822 gavs den i Frankfurt am Main och samma år spelades den på Théâtre italien i Paris på italienska. I London spelades den i ett konsertant uppförande den 30 januari 1822 på Royal Opera House.
1827 reviderade Rossini operan för en uppsättning på Parisoperan. Det blev en fransk grand opéra i fem akter med titeln Moïse et Pharaon, ou le Passage de la mer Rouge

## Personer
| Roller Neapelversionen 1818 / Parisversionen 1827 | Stämma      |
| ------------------------------------------------- | ----------- |
| Mosè / Moïse (Mose), hebréernas ledare            | bas         |
| Aronne / Eliézer (Aron), hans bror                | tenor       |
| Amenofi / Marie (Mirjam), deras syster            | mezzosopran |
| Faraone / Pharaon (Farao)                         | bas         |
| Amaltea / Sinaïde, hans hustru                    | sopran      |
| Osiride / Aménophis, deras son                    | tenor       |
| Elcia / Anaï, hebreiska och sonens älskade        | sopran      |
| Mambre / Aufide, en präst                         | tenor       |
| (ingen roll) / Osiride, Översteprästen            | bas         |
| (ingen roll) / En mystisk röst                    | bas         |

## Handling
Akt I

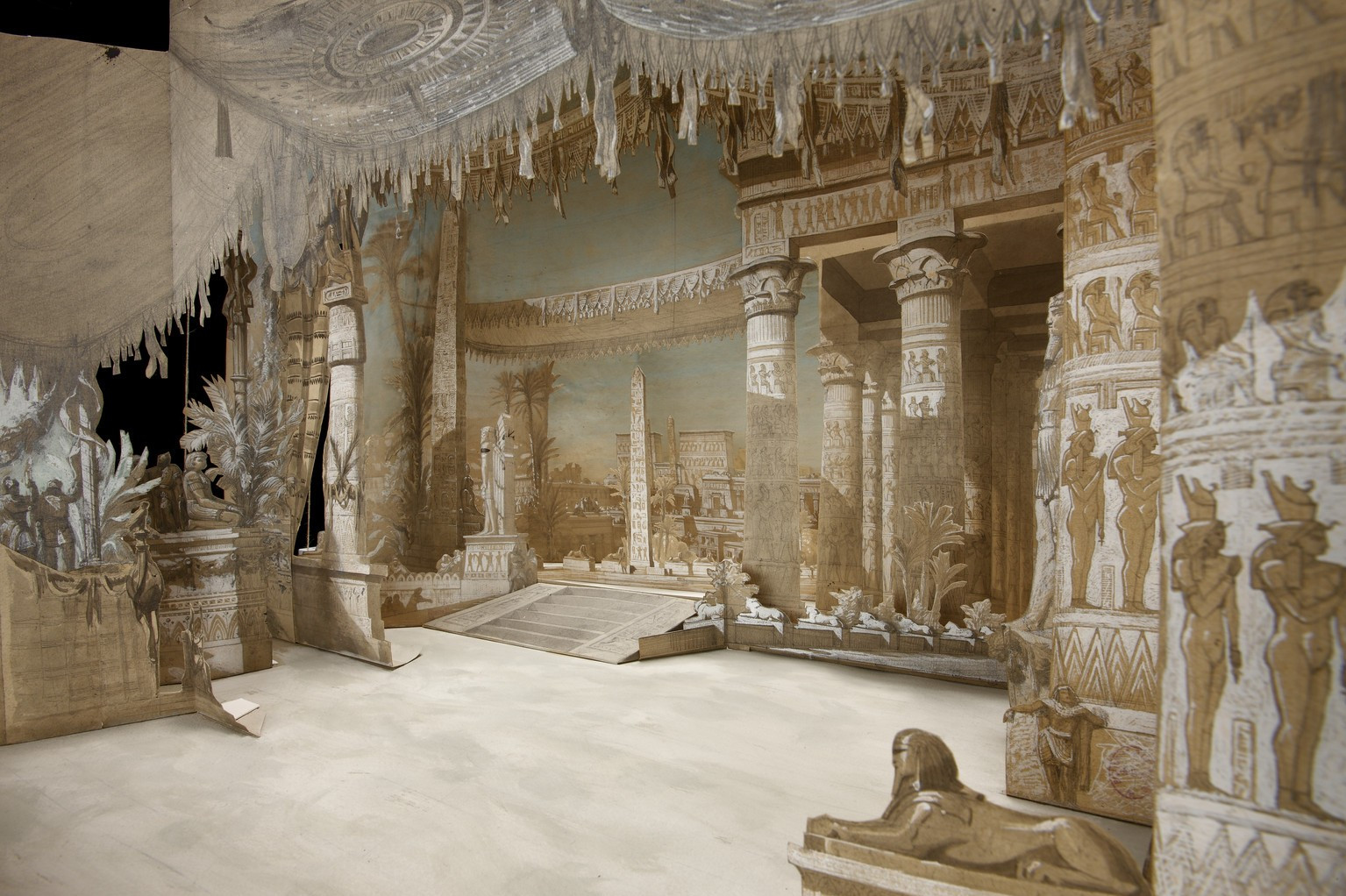
Isistemplet akt III, scenbild från 1863.

Israels folk beklagar den förmörkelse av himmeln som Gud har sänt som straff för tillfångatagandet av hans folk. På Faraones önskan åstadkommer Mosè ett under och mörkret viker. Faraone tänker frige hebréerna. Osiride, faraos son, och hebreiskan Elcia älskar varandra, men fruktar att bli skilda åt. Den egyptiske prästen Mambre råder Faraone att bryta sitt löfte. Som straff för det brutna löftet låter Mosè Gud sända eldregn och hagelstormar över Egypten.
Akt II
Den skräckslagne Faraone låter hebréerna ge sig av. Osiride och Elcia försöker förgäves gömma sig. Faraone bryter på nytt sitt löfte. När Mosè hotar med nya straff, låter han fängsla profeten. Elica bekänner inför Mosè att hon älskar Osiride. Denne vill döda Mosè, men döms av Gud. Elcia sörjer sin älskades död.
Akt III
Vid Röda havet. Mosè ber till Gud om räddning. När han med sin stav vidrör vattnet, delar det sig och öppnar en flyktväg. När Faraones här förföljer hebréerna, uppslukas den av havet. Hebréerna tackar Gud för sin räddning.

## Musiken
Orkestern består av:
- Träblås: två flöjter (två piccolaflöjter), två oboer, två klarinetter, två fagotter
- Bleckblås: fyra valthorn, två trumpeter, tre tromboner, serpent
- Slagverk: pukor, bastrumma, cymbal, triangel
- Harpa
- Stråkar
- Basso continuo
- Scenmusik: Piccolaflöjt, Ess-klarinett, fyra klarinetter, två valthorn, fyra trumpeter, två tromboner, serpent, bastrumma

Operan innehåller följande musiknummer:
Akt I
- Nr. 1. Introduktion (Kör, Faraone, Amaltea): "Ah! Chi ne aita? Oh ciel!" (Scen 1)
- Nr. 2. Scen (Mosè): "Eterno! Immenso! Incomprensibil dio!" (Scen 2) 
  - Kvintett (Faraone, Amaltea, Osiride, Aronne, Mosè, kör): "Qual portento è questo!" (Scen 2)
- Nr. 3. Duett (Osiride, Elcìa): "Ah se puoi così lasciarmi" (Scen 4)
- Nr. 4. Aria (Faraone): "A rispettarmi apprenda" (Scen 5)
- Nr. 5. Inno/Hymn med kör (Aronne, Amenofi, Mans- och damkör): "All'etra, al ciel" (Scen 6)
- Nr. 6. Duett (Elcìa, Amenofi): "Tutto mi ride intorno!" (Scen 7)
- Nr. 7. Final I: "Che narri? / Il ver / M'inganni" (Scen 7)

Akt II
- Nr. 8. Duett (Osiride, Faraone): "Parlar, spiegar non posso" (Scen 1)
- Nr. 9. Aria med kör (Amaltea): "La pace mia smarrita" (Scen 2)
- Nr. 10. Duett (Elcìa, Osiride): "Dove mi guidi? Il mio timor dilegua" – "Quale assalto, qual cimento" (Scen 3) 
  - Kvartett (Elcìa, Osiride, Amaltea, Aronne): "Ah mira? / Oh ciel" (Scen 3)
- Nr. 11. Kvartett (Amaltea, Elcìa, Osiride, Aronne): "Mi manca la voce" (Scen 3)
- Nr. 12. Aria (Mosè): "Tu di ceppi mi aggravi la mano?" (Scen 4)
- Nr. 13. Kör: "Se a mitigar tue cure" (Scen 6)
- Nr. 14. Final II: "Porgi la destra amata" (Scen 6)

Akt III
- Nr. 15. Preghiera – Bön (Mosè, Amenofi, Aronne, Elcìa, Dam- och manskör): "Dal tuo stellato soglio" (Scen 1)
- Nr. 16. Slutkör: "Ma qual fragor! / Che miro!" (Scen 1)

I originalversionen saknar operan ouvertyr. Efter ett unisont tredelat C-ackord i orkestern går ridån upp. Den mörka scenen symboliserar det svarta mörker som föll över Egypten och som var en av plågorna Gud sände över farao och egyptierna. Kören sjunger klagande i c-moll om Guds straff. Endast efter att farao har lovat att frige israels folk åkallar Mose Gud och ljuset som återvänder symboliseras av ett strålande övergång till C-dur. Samspelet mellan c-moll och C-dur genomsyrar hela operan.
På grund av tidsbrist bad Rossini tonsättaren Michele Carafa att skriva Faraones aria "A rispettarmi apprenda". 1820 ersatte Rossini arian med den egna arian "Cade dal ciglio il velo". Trots det uppfördes oftast Carafas version under 1800-talet. Utöver det härstammar förmodligen fem recitativ från Carafas hand. Mosès aria "Tu di ceppi mi aggravi la mano" skrevs av en obekant medarbetare. Amalteas aria "La pace mia smarrita" bygger på Amiras aria "Vorrei veder lo sposo" från Rossinis opera Ciro in Babilonia och kören "Se a mitigar tue cure" kommer från Adelaide di Borgogna.